# مركز الجزيرة للدراسات
مركز الجزيرة للدراسات هو مركز أبحاث تابع لشبكة الجزيرة الإعلامية مقره الدوحة في قطر.تأسس عام 2006 وهو مؤسسة بحثية مستقلة تعنى بتعميق مقومات البحث العلمي وإشاعة المعرفة عبر وسائل الإعلام وتكنولوجيا الاتصال، مساهمة منها في الارتقاء بمستوى المعرفة وإغناء المشهد الثقافي والإعلامي وإثراء التفكير الاستراتيجي في العالم العربي. و يُعنى بالدراسات السياسية والإستراتيجية. وصنف في 2014 سادس أحسن مركز بحثي في الشرق الأوسط من قبل مؤشر مراكز الأبحاث (Think Tank Index).

## روابط خارجية
- الموقع الرسمي للمركز